# Colibri à queue grise
Lampornis cinereicauda
Espèce
Répartition géographique
Statut de conservation UICN

 LC  : Préoccupation mineure
Statut CITES
Le Colibri à queue grise (Lampornis cinereicauda) est une espèce de colibri présente au Costa Rica qui s'est séparée de l'espèce Lampornis castaneoventris.

## Description
Cet oiseau mesure environ 10,5 cm. Il ressemble beaucoup au Colibri à gorge pourprée mais le mâle a la gorge blanche et la femelle la queue plus terne.

## Taxinomie
Stiles & Skutch proposent la séparation en 1990. En 2006, García-Moreno et al., dans une étude génétique, concluent que L. cinereicauda est une sous-espèce de Lampornis castaneoventris en train de devenir une espèce à part entière.

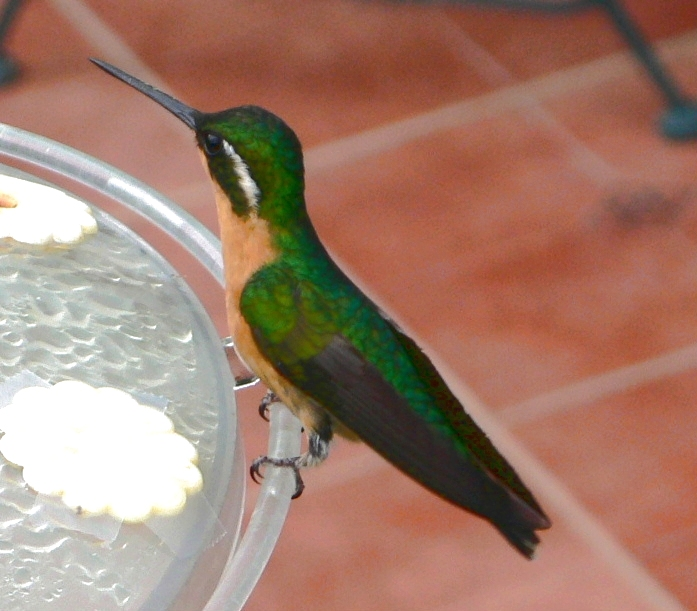
Une femelle

## Répartition
Cet oiseau peuple la cordillère de Talamanca au Costa Rica.

## Habitat
Cet oiseau fréquente les chênaies.